# Jezioro Bobowickie
Jezioro Bobowickie – jezioro w zachodniej Polsce w województwie lubuskim, położone przy miejscowości Bobowicko w powiecie międzyrzeckim.

## Położenie i opis
Jezioro położone jest w środkowej części powiatu międzyrzeckiego, na terenie Bruzdy Zbąszyńskiej. Akwen od południa przylega do dużych kompleksów leśnych, a od północy do drogi Międzyrzecz – Pszczew, brzegi są łatwo dostępne. Obok drogi znajduje się kąpielisko z pomostem. Na półwyspie, w miejscowości Bobowicko wznosi się pałac z XVIII w. Nadmiar wód odprowadzany jest niewielkim ciekiem na północ do jeziora Rozdrożnego i dalej płynie aż do Obry. Dno słabo urozmaicone, wyróżnić można dwa niewielkie głęboczki w środkowej części zbiornika.

## Hydronimia
W 1913 roku jezioro nazywane było Bobelwitzer See. 17 września 1949 roku wprowadzono urzędową nazwę jezioro Bobowickie. Państwowy rejestr nazw geograficznych jako nazwę akwenu podaje Bobowickie, jednocześnie wymienia nazwy oboczne: Jezioro Bobowickie oraz Bobowicko. Według spisu opracowanego przez Komisję Nazw Miejscowości i Obiektów Fizjograficznych (KNMiOF) nazwa tego jeziora to Jezioro Bobowickie.

## Morfometria
Powierzchnia zwierciadła wody według różnych źródeł wynosi od 32,5 ha przez 36,5 ha do 38,6 ha.
Zwierciadło wody położone jest na wysokości 50,8 m n.p.m. lub 51,5 m n.p.m. Średnia głębokość jeziora wynosi 7,7 m, natomiast głębokość maksymalna 14,5 m. Objętość jeziora wynosi 2815,1 tys. m³. Maksymalna długość jeziora to 1255 m, a szerokość 600 m. Długość linii brzegowej wynosi 3600 m.
Według Mapy Podziału Hydrograficznego Polski leży na terenie zlewni siódmego poziomu Dopływ z Bobowicka. Identyfikator MPHP to 1878796.

## Zagospodarowanie
Administratorem wód jeziora jest Regionalny Zarząd Gospodarki Wodnej w Poznaniu. Utworzył on obwód rybacki, który obejmuje między innymi wody jeziora Bobowicko (Obwód rybacki jeziora Bobowicko Duże na cieku bez nazwy w zlewni rzeki Obra – Nr 1). Gospodarzem akwenu jest Mateusz Kotowicz. W ramach dodatkowego pozwolenia z jeziora mogą korzystać wędkarze opłacający składki w Polskim Związku Wędkarskim.
W przeszłości jezioro nie było zagospodarowane na potrzeby turystyki i rekreacji. W 2018 poddano renowacji plażę i pomost zlokalizowany nad północnym brzegiem jeziora.

## Czystość i ochrona środowiska
W oparciu o badania przeprowadzone w 2002 roku wody jeziora zaliczono do III klasy czystości. Badania z 2005 roku nie wykazały zmian w jakości wody. Inspektorzy WIOS wskazali na bardzo wysoką żyzność wód jeziora, która prowadziła do wysokich wskaźników produkcji pierwotnej, o czym świadczyły niewielka przeźroczystość wód i wysoka koncentracja chlorofilu w jego wodach. Wskazano, że prawdopodobnym powodem słabej jakości wód są zgromadzone pokłady zanieczyszczeń dostarczanych przez lata z nieczynnego obecnie państwowego gospodarstwa rolnego położonego nad jeziorem w miejscowości Bobowicko.
Jezioro znajduje się na obszarze chronionego krajobrazu o nazwie Rynna Ołoboku i Paklicy.